# Добрув (Мазовецьке воєводство)
Добрув (пол. Dobrów) — село в Польщі, у гміні Щавін-Косьцельни Ґостинінського повіту Мазовецького воєводства.
Населення — 112 осіб (2011).
У 1975-1998 роках село належало до Плоцького воєводства.

## Демографія
Демографічна структура станом на 31 березня 2011 року:
|          | Загалом | Допрацездатний вік | Працездатний вік | Постпрацездатний вік |
| -------- | ------- | ------------------ | ---------------- | -------------------- |
| Чоловіки | 57      | 11                 | 38               | 8                    |
| Жінки    | 55      | 6                  | 34               | 15                   |
| Разом    | 112     | 17                 | 72               | 23                   |